# Kenjiro Shinozuka
Kenjiro Shinozuka (篠塚 建次郎 (シノズカ ケンジロー) Shinozuka Kenjirō?, Ōta, Tokyo, Japón, 20 de noviembre de 1948-18 de marzo de 2024, Suwa, Nagano) fue un piloto de rallyes japonés, ganador del Rally Dakar en 1997 con Mitsubishi Motors y del Campeonato Asia-Pacífico de Rally en 1988.

## Carrera deportiva
Comenzó su carrera deportiva en 1976, siendo el primer piloto japonés en terminar el Rally de Kenia, en 1976. En 1991 se convirtió en el primer japonés en ganar una prueba del Campeonato del Mundo de Rally.

## Palmarés
- Vencedor del Campeonato Asia-Pacífico de Rally en 1988.
- Rally Dakar
  - Vencedor en 1997
  - 2.º en 1988 y 1998
  - 3.º en 1987, 1992, 1995 y 2002
  - 21 victorias de etapa
- Vencedor de la Baja Italia en 1999.

### Victorias en el WRC
| # | Año  | Rally                              | Copiloto     | Automóvil              |
| - | ---- | ---------------------------------- | ------------ | ---------------------- |
| 1 | 1991 | 23ème Rallye Côte d'Ivoire Bandama | John Meadows | Mitsubishi Galant VR-4 |
| 2 | 1992 | 24ème Rallye Côte d'Ivoire Bandama | John Meadows | Mitsubishi Galant VR-4 |

## Resultados

### Rally Dakar
| Año     | Categoría | Vehículo                    | Copiloto             | Posición | Etapas |
| ------- | --------- | --------------------------- | -------------------- | -------- | ------ |
| 1986    | Coches    | Mitsubishi Pajero           | Philippe Bocande     | 46.º     | -      |
| 1987    | Coches    | Mitsubishi Pajero           | Jean-Claude Morellet | 3.º      | 1      |
| 1988    | Coches    | Mitsubishi Pajero           | Henri Magne          | 2.º      | -      |
| 1989    | Coches    | Mitsubishi Pajero           | Henri Magne          | 6,º      | 1      |
| 1990    | Coches    | Mitsubishi Pajero           | Henri Magne          | 5.º      | 2      |
| 1991    | Coches    | Mitsubishi Pajero           | Henri Magne          | Ret.     | 1      |
| 1992    | Coches    | Mitsubishi Pajero           | Henri Magne          | 3.º      | 1      |
| 1993    | Coches    | Mitsubishi Pajero           | Henri Magne          | 5.º      | -      |
| 1994    | Coches    | Mitsubishi Pajero           | Henri Magne          | Ret.     | -      |
| 1995    | Coches    | Mitsubishi Pajero           | Henri Magne          | 3.º      | -      |
| 1996    | Coches    | Mitsubishi Pajero           | Henri Magne          | 17.º     | 1      |
| 1997    | Coches    | Mitsubishi Pajero Evolution | Henri Magne          | 1.º      | 3      |
| 1998    | Coches    | Mitsubishi Pajero Evolution | Henri Magne          | 2.º      | 4      |
| 1999    | Coches    | Mitsubishi Pajero Evolution | Henri Magne          | 4.º      | 3      |
| 2000    | Coches    | Mitsubishi Pajero Evolution | Dominique Serieys    | Ret.     | 1      |
| 2001    | Coches    | Mitsubishi Pajero Evolution | Fred Gallagher       | 30.º     | -      |
| 2002    | Coches    | Mitsubishi Pajero Evolution | Thierry Delli-Zotti  | 3.º      | 1      |
| 2003    | Coches    | Nissan Navara               | Thierry Delli-Zotti  | Ret.     | 1      |
| 2004    | Coches    | Nissan Navara               | Arnaud Debron        | Ret.     | 1      |
| 2005    | Coches    | Nissan Navara               | Pascal Maimon        | Ret.     | -      |
| 2006    | Coches    | Nissan Navara               | Roberto di Persio    | Ret.     | -      |
| 2007    | Coches    | Nissan Pathfinder           | Roberto di Persio    | 59.º     | -      |
| Fuente: |           |                             |                      |          |        |